# Патті Гоган
Патті Гоган (англ. Patti Hogan; нар. 21 грудня 1949) — колишня американська тенісистка.
Здобула 5 парних титулів.
Найвищим досягненням на турнірах Великого шолома був фінал в парному розряді.

## Фінали турнірів Великого шолома

### Парний розряд (1 поразка)
| Результат | Дата         | Турнір               | Покриття | Партнерка   | Суперниці                  | Рахунок  |
| --------- | ------------ | -------------------- | -------- | ----------- | -------------------------- | -------- |
| Поразка   | 5 липня 1969 | Вімблдонський турнір | Трава    | Пеггі Мічел | Маргарет Корт Джуді Тегарт | 7–9, 2–6 |